# Carla Fracci
Carla Fracci, all'anagrafe Carolina Fracci (Milano, 20 agosto 1936 – Milano, 27 maggio 2021), è stata una ballerina italiana.
È considerata una delle più grandi ballerine del ventesimo secolo. Nel 1981 il New York Times la definì prima ballerina assoluta.

## Biografia

### Primi anni

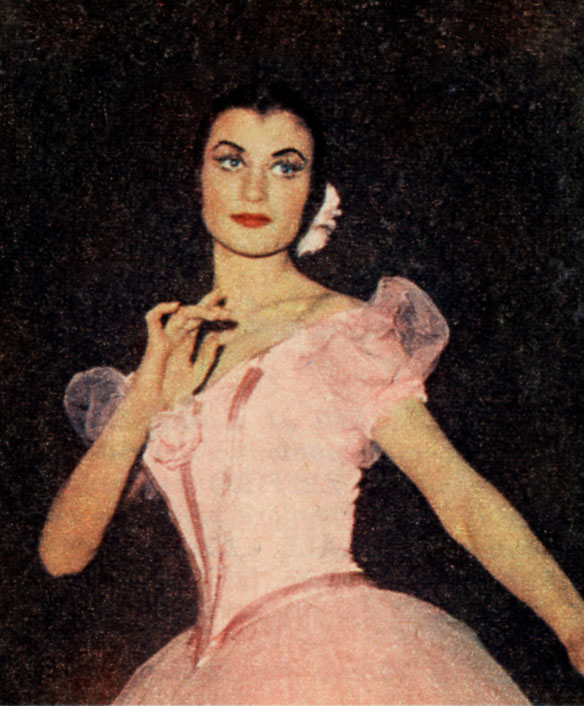
Carla Fracci nel 1957

Figlia di Luigi Fracci, milanese, che fu sergente maggiore degli alpini in Russia, e di Santa Laura (detta Santina) Rocca di Volongo provincia di Cremona. La sorella minore Marisa Fracci, ballerina di danza classica e moderna, ha studiato anche lei presso la scuola di ballo del Teatro alla Scala di Milano.  Con l'inizio della guerra Carla e la sua famiglia sfollarono presso la campagna di Volongo dalla nonna materna Argelide. Per l'inizio della scuola elementare si trasferì dalla zia a Ca' Rigata di Gazoldo degli Ippoliti, per poi fare ritorno a Milano al termine della guerra, dove suo padre divenne conducente dei tram dell'azienda tranviaria cittadina ATM.
Spesso i suoi genitori la portavano con loro al circolo ricreativo dell'azienda di trasporti e fu lì che alcuni amici dei genitori notarono in lei uno spiccato senso del ritmo e li convinsero a farle sostenere un'audizione alla scuola di ballo del Teatro alla Scala, che a quell'epoca era gratuita. Non superò subito l'esame, ma venne ammessa nel gruppo tra le bambine “da rivedere”; la direttrice Ettorina Mazzucchelli la scelse dicendo: «Gracilina, ma la ghà un bel faccin». I primi anni furono duri, poiché sentiva nostalgia degli spazi aperti in quell'ambiente rigido in cui subì i continui rimproveri della maestra, che la considerava ricca di doti ma svogliata. Fondamentale fu quando vide per la prima volta in scena Margot Fonteyn in La Bella Addormentata, che le permise di cogliere il senso di tutto quel lavoro, iniziando a sentire il teatro come “casa”.

### Carriera

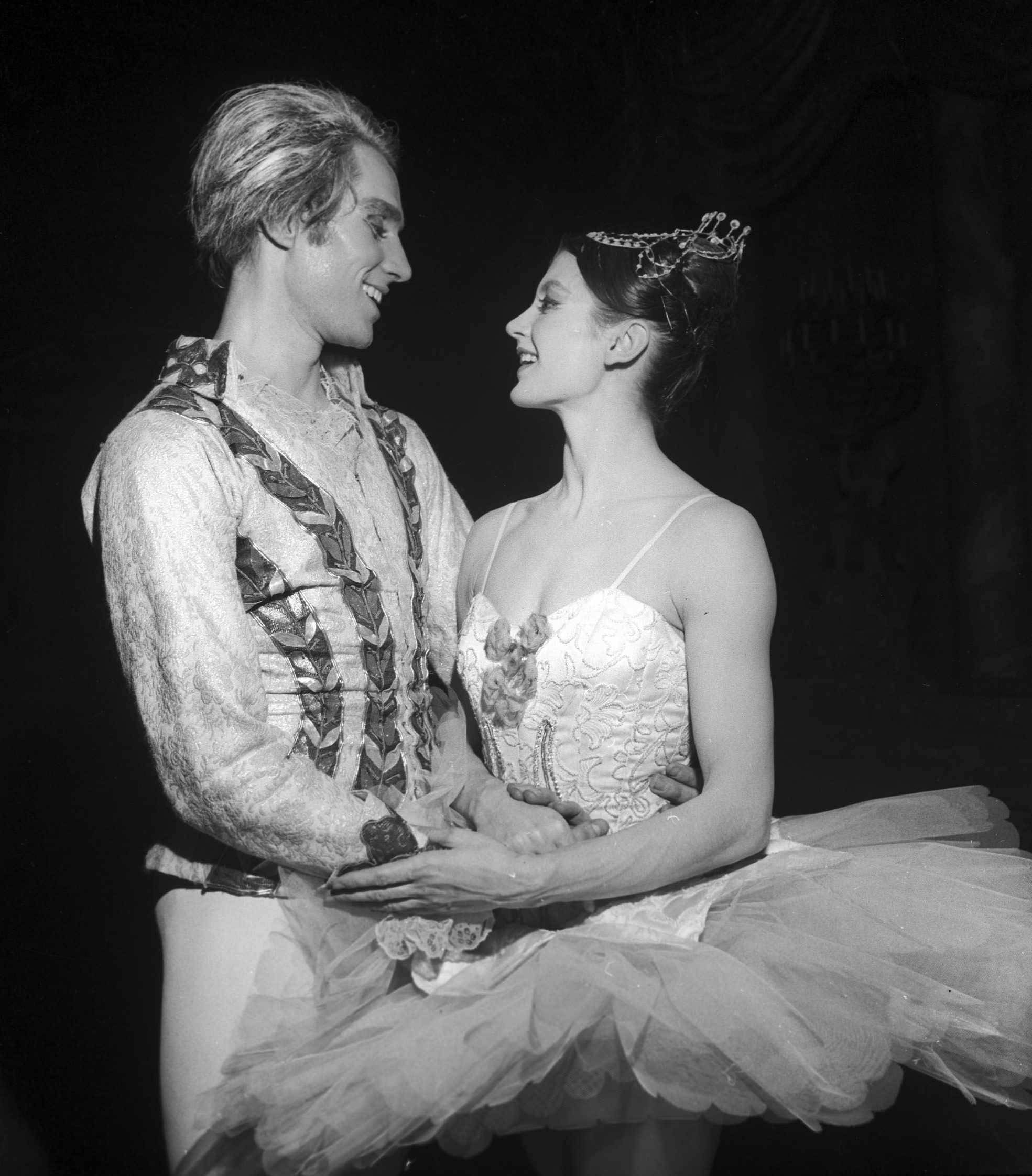
Con Paolo Bortoluzzi ne La bella addormentata

Carla Fracci sin dal 1946 studiò alla scuola di ballo del Teatro alla Scala con Edda Martignoni, Vera Volkova, Esmée Bulnes, diplomandosi nel 1954. Dopo due anni divenne ballerina solista, quindi prima ballerina nel 1958. Nel marzo del 1955 partecipa al "Passo d’addio delle allieve licenziande" della Scuola di ballo del Teatro alla Scala danzando con Mario Pistoni in Le Spectre de la rose di Michel Fokine al termine di una rappresentazione de "La Sonnambula" diretta da Leonard Bernstein con la regia di Luchino Visconti e Maria Callas protagonista. Il 31 dicembre 1955 avrà il suo primo grande ruolo, sostituendo Violette Verdy nella Cenerentola di Alfred Rodrigues. Nel 1957 fu scelta da Anton Dolin per danzare nella storica ripresa del Pas de Quatre di Perrot-Pugni al Festival di Nervi con Alicia Markova, Yvette Chauviré, Margaret Schanne, le maggiori danzatrici del tempo, rivelandola clamorosamente al pubblico internazionale. La sua fama ebbe maggior risalto nel 1958, quando John Cranko creò per lei il balletto "Romeo e Giulietta" su musiche di Prokofiev, con la compagnia del Teatro alla Scala, andato in scena al Teatro Verde sull'Isola di San Giorgio Maggiore a Venezia. 
Ha danzato con alcune delle più importanti compagnie di balletto straniere, quali il London Festival Ballet, il Sadler's Wells Ballet, ora noto come Royal Ballet, il Balletto Reale Danese, il Balletto di Stoccarda, il Balletts de Monte-Carlo, l'Australian Ballet, il Balletto di Tokyo, il Balletto del Colón di Buenos Aires, il Balletto Nazionale di Cuba. Dal 1967 diventa una prima ballerina ospite dell'American Ballet Theatre.
La sua notorietà si lega alle interpretazioni di ruoli romantici e drammatici, quali Giselle, il suo "cavallo di battaglia", La Sylphide, Romeo e Giulietta, Coppélia, Francesca da Rimini, Medea.

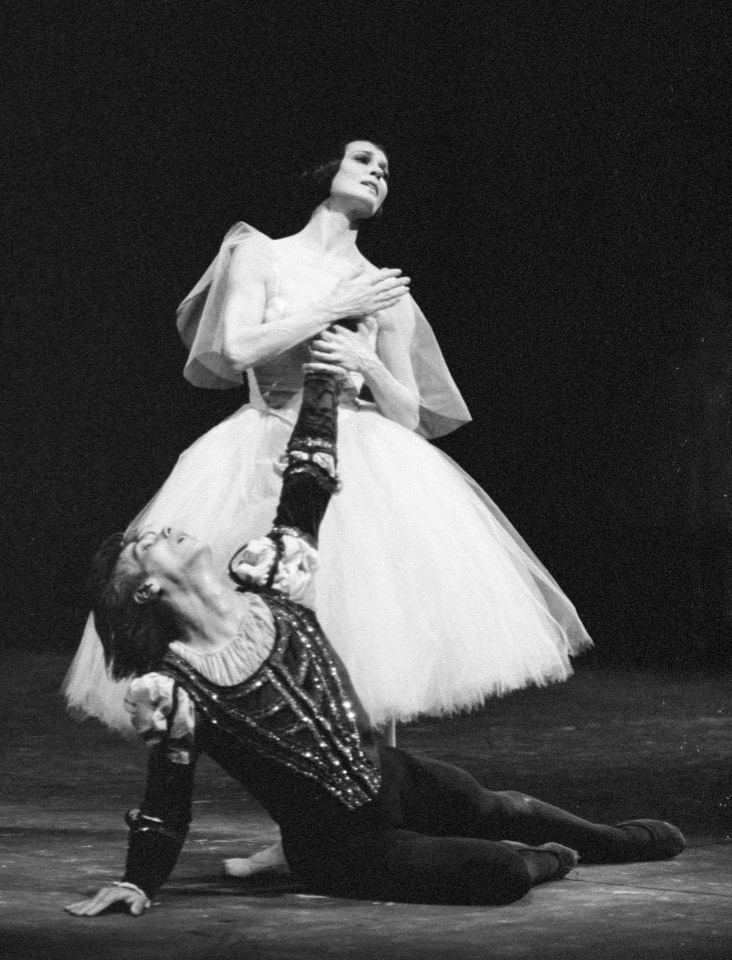
Con Gheorghe Iancu in Giselle

Ha danzato con i maggiori primi ballerini, tra i quali Erik Bruhn, Rudol'f Nureev, John Gilpin, Milorad Miskovitch, Vladimir Vasil'ev, Henning Kronstam, Michail Baryšnikov, Niels Kehlet, Aleksandr Godunov, Antonio Gades, Andris Liepa, Gheorghe Iancu, Paul Chalmer, Alessandro Molin, Daniel Ezralow, Massimo Murru, Roberto Bolle. Da Giselle, danzata con Bruhn e l'American Ballet Theatre, venne tratto un film nel 1969. Ha interpretato Medea, Concerto barocco, Les demoiselles de la nuit, Il gabbiano, Pelléas et Mélisande, Il fiore di pietra.
Nel 1982 fu la protagonista di una fiction televisiva: comparve infatti nello sceneggiato Rai, diretto da Renato Castellani, Verdi, dove interpretò il ruolo di Giuseppina Strepponi, soprano e seconda moglie del compositore. Alla fine degli anni ottanta diresse il corpo di ballo del Teatro di San Carlo di Napoli. Varie furono, negli anni successivi, le sue interpretazioni: Il pomeriggio di un fauno, Onegin, La vita di Maria, A.M.W. La bambola di Kokoschka, La primavera romana della signora Stone (molte delle quali con la regia di Beppe Menegatti), per citare le principali.
Dal 1996 al 1997 diresse il corpo di ballo dell'Arena di Verona. Dal 1994 fu membro dell'Accademia di Belle Arti di Brera, dal 1995 fu presidente dell'associazione ambientalista Altritalia Ambiente e nel 2004 venne nominata "Ambasciatrice di buona volontà" della FAO. Nel 1997 venne invitata come ospite alla serata finale del 40.mo Zecchino d'Oro per consegnare la medaglia di partecipazione a Yumiko Ashikawa.

Dal novembre del 2000 al luglio del 2010 diresse il corpo di ballo del Teatro dell'Opera di Roma. Ne seguì il repertorio tradizionale e quello firmato da Sergej Djagilev per i balletti russi (da La sagra della primavera, Jeux, nella ricostruzione di Millicent Hodson e Kenneth Archer, a Shéhérazade, L'uccello di fuoco e Petruška, nelle versioni di Andris Liepa). A quest'attività affiancò la riproposta di balletti perduti e nuove creazioni, sempre sotto la direzione di Beppe Menegatti.

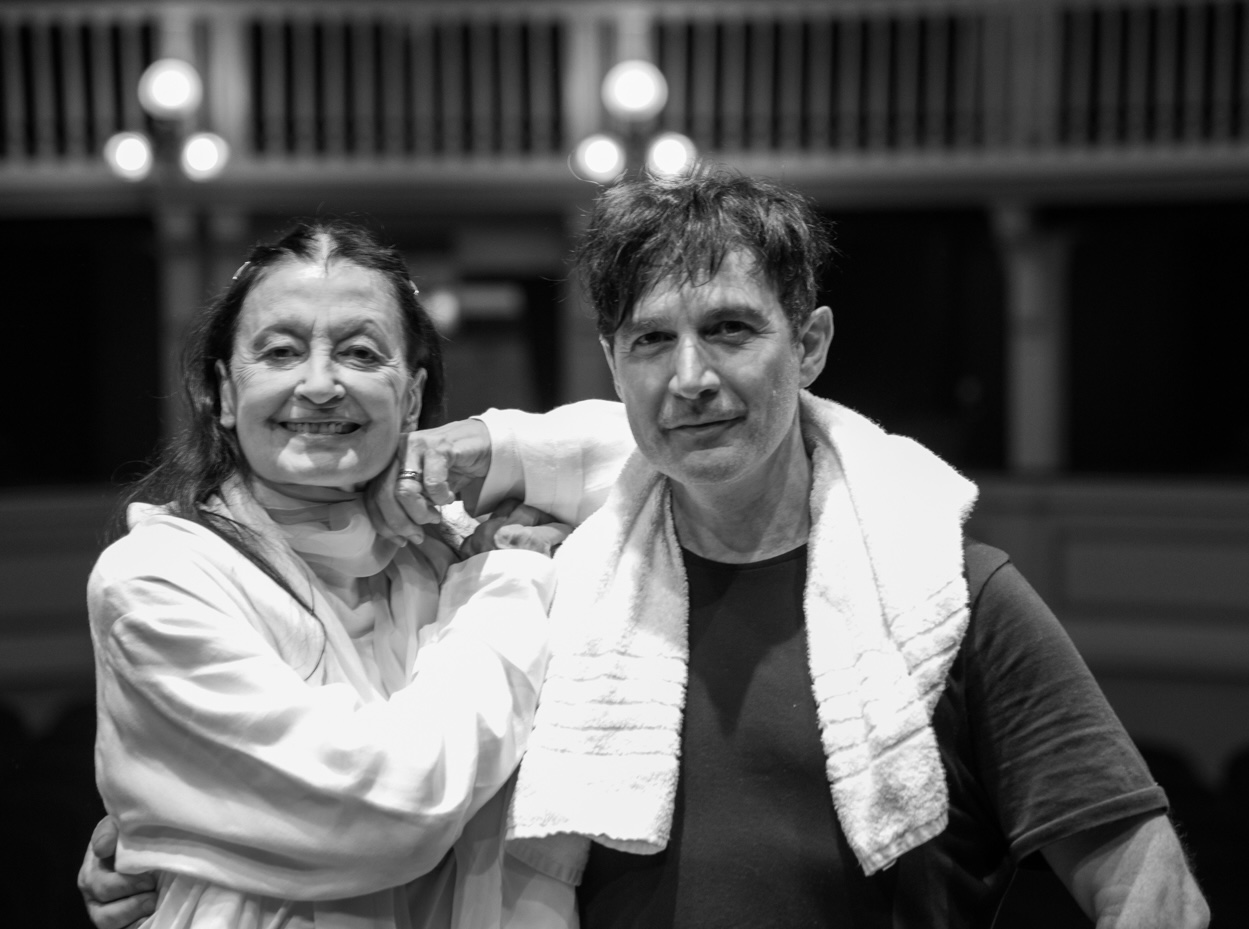
Carla Fracci con Roberto Baiocchi

Nel 2008 collaborò con il gruppo rock demenziale Elio e le Storie Tese nell'album Studentessi recitando un intermezzo vocale al termine del brano Effetto memoria (Inverno) che introduce la traccia Heavy Samba. Dal giugno 2009 al 2014 è stata assessore alla Cultura della Provincia di Firenze. Nel dicembre 2013 Arnoldo Mondadori Editore pubblicò la sua autobiografia Passo dopo passo, a cura di Enrico Rotelli. È stata ambasciatrice di Expo 2015. Nel 2016 presentò l'opera editoriale Ballerina, Giunti Editore, di Roberto Baiocchi per la quale ha firmato la prefazione e collaborato artisticamente insieme al marito e regista Beppe Menegatti. Nel 2018 si esibisce con Elisa sulle note di Luce (tramonti a nord est) ad Amici di Maria De Filippi.

### Morte
Morì la mattina del 27 maggio 2021, all'età di 84 anni, nella sua casa di Milano, a causa di un cancro. La camera ardente fu allestita il giorno seguente nel foyer del Teatro alla Scala; il funerale venne celebrato nella chiesa di San Marco a Milano. È la prima donna ad essere sepolta nel famedio del cimitero monumentale di Milano. Il comune di Milano e l'azienda ATM hanno dedicato alla Fracci un tram di colore bianco con autografato il suo nome, in ricordo di lei e del padre tranviere.

## Vita privata
Nel 1964 si sposò a Volongo con il regista Beppe Menegatti, dal quale ebbe nel 1969 il figlio Francesco. Il marito si occupò della regia di quasi tutte le creazioni da lei interpretate.

## Filmografia

### Cinema
- Giselle, regia di Hugo Niebeling (1970)
- I Am a Dancer, regia di Pierre Jourdan – documentario (1972)
- Omaggio a Nijinsky, regia di Peter Weigl (1975)
- Excelsior, coreografia di Ugo Dell'Ara, regia di Filippo Crivelli, Teatro alla Scala (1978)
- Nijinsky, regia di Herbert Ross (1980)
- La storia vera della signora dalle camelie, regia di Mauro Bolognini (1981)
- Venezia, carnevale - Un amore, regia di Mario Lanfranchi (1982)
- Fabricanti di passioni, regia di Roberto Orazi – documentario (2007)
- Illuminate - Laura Biagiotti, regia di Maria Tilli – documentario (2019)
- Qualcosa rimane, regia di Francesco D'Ascenzo – documentario (2019)
- Carla, regia di Emanuele Imbucci (2021)
- Codice Carla, regia di Daniele Luchetti – docufilm (2023)

### Televisione
- Music for You – serie TV, episodio 5x11 (1958)
- Scarpette Rosa, regia di Vito Molinari (1967)
- Verdi, regia di Renato Castellani – miniserie TV (1982)
- Romeo e Giulietta – teleteatro (1982)
- Le Ballerine, regia di Beppe Menegatti – (1986)
- Guglielmo Tell – teleteatro (1988)
- I vespri siciliani – teleteatro (1989)
- Amici di Maria De Filippi – programma TV (2018) - ospite e ballerina
- Facciamo che io ero – programma TV (2017) - ospite nella puntata finale

## Libri
- by Blow-up di Marsilio Editori, Perché Carla Fracci, di Lorenzo Arruga, 1974.
- Vivere è danzare... danzare è vivere, Luciano Chesini (fotografie), Vittoria Ottolenghi (presentazione), Gregoriana 42 Editrice, 1975.
- The Making of a Dance: Mikhail Baryshnikov and Carla Fracci in Medea, Thomas Victor (fotografie), Clive Barnes (presentazione), 1976.
- Daniel Jarach (a cura di), La mia vita sulle punte, come diventare ballerina, Sperling & Kupfer, 1978.
- Trent'anni di Danza. Immagini fotografiche di Dino Jarach, collana Gli Artisti, J&R Edizioni, 1985.
- Alexandra della Porta Rodiani (a cura di), Lo spettacolo della mia vita, Leonardo Arte, 1996.
- Lucia Baldini - Carla Fracci immagini - 1996 - 2005 - Le Lettere - 2005 - http://www.luciabaldini.it/carla-fracci-immagini-1996-2005/
- Grauseditore, Carla Fracci, dalla A alla Z tra pubblico e privato, di Giuliana Gargiulo, 2005.
- Carla Fracci la leggendaria, Leonardo International, 2010.
- Enrico Rotelli (a cura di), Passo dopo passo. La mia storia, Mondadori, 2013.
- Ballerina, di Roberto Baiocchi, collana Grandi libri, Giunti, 2015.

## Riconoscimenti
- Camera dei Deputati
  - 30 gennaio 2008 – Premio per l'eccellenza nella cultura italiana 2007[11]

- Premio nazionale Toson d'oro di Vespasiano Gonzaga
  - 2018 – Premio nazionale Toson d'oro di Vespasiano Gonzaga[12]

- Senato della Repubblica
  - 19 settembre 2020 – Premio alla carriera[13]

## Omaggi
- Eugenio Montale le dedicò una poesia, La danzatrice stanca, inserita nel Diario del '71 e del '72 (uscito nel 1973)
- Alla vita di Carla Fracci è dedicato il biopic per la televisione, trasmesso su Rai 1 il 5 dicembre 2021, Carla, diretto da Emanuele Imbucci e dove la ballerina viene interpretata da Alessandra Mastronardi[14]
- In via Tommei, nel quartiere Calvairate a Milano, il 27 settembre 2021 è stata posta una targa davanti alla casa di ringhiera dove abitava da giovane la Fracci[15]
- Codice Carla, regia di Daniele Luchetti, con Roberto Bolle, Marina Abramović, Jeremy Irons, Enrico Rava, Eleonora Abbagnato, Alessandra Ferri, Carolyn Carlson, Chiara Bersani – docufilm (2023) - al cinema il 13-14-15 novembre[16]